# Five Characters in Search of an Exit
"Five Characters in Search of an Exit" is een aflevering van de Amerikaanse televisieserie The Twilight Zone. Het scenario van de aflevering werd geschreven door Rod Serling, gebaseerd op het verhaal “The Depository” van Marvin Petal.

## Plot

### Opening
Clown. Hobo. Ballet Dancer. Bagpiper. And an Army Major. A collection of question marks. Five improbable entities stuck together into a pit of darkness. No logic, no reason, no explanation. Just a prolonged nightmare in which fear, loneliness, and the unexplainable walk hand in hand through the shadows. In a moment, we'll start collecting clues as to the whys, the whats, and the wheres. We will not end the nightmare, we'll only explain it, because this is the Twilight Zone.
— Rod Serling

### Verhaal
Een majoor, een clown, een landloper, een ballerina en een doedelzakspeler ontwaken tezamen in een kolossale cilinder. Geen van hen kan zich herinneren wie ze zijn en hoe ze daar zijn beland. De majoor is blijkbaar de nieuwkomer en het meest gedreven om te ontsnappen. De anderen wijzen hem erop dat ze een vreemd bestaan leiden. Ze hebben nooit behoefte aan voedsel en water. Sterker nog, ze voelen nooit enige emotie. De ballerina denkt dat ze in een ruimteschip zijn, maar de majoor is ervan overtuigd dat ze zich in de hel bevinden.
Uiteindelijk suggereert de ballerina dat ze een toren moeten vormen door op elkaars schouders te klimmen. Dan kunnen ze bij de bovenkant van de cilinder. Het plan werkt bijna, maar dan wordt de cilinder wild door elkaar geschud en vallen de vijf terug naar de bodem. De majoor maakt een geïmproviseerde werphaak van losse stukjes kleding en zijn zwaard. De vijf vormen opnieuw de toren en met zijn werphaak kan de majoor ontsnappen. Buiten de cilinder valt hij op de grond.
Dan zoomt het beeld uit en ziet men een meisje een pop gekleed als de majoor oprapen van de grond. Het blijkt dat de cilinder een verzamelton is voor speelgoed net buiten een weeshuis. De vijf personages zijn slechts poppen die in de cilinder zijn achtergelaten. Het meisje stopt de majoor terug in de ton.

### Slot
Just a barrel, a dark depository where are kept the counterfeit, make-believe pieces of plaster and cloth, wrought in the distorted image of human life. But this added, hopeful note: perhaps they are unloved only for the moment. In the arms of children there can be nothing but love. A clown, a tramp, a bagpipe player, a ballet dancer and a major. Tonight's cast of players on the odd stage known as the Twilight Zone.
— Rod Serling

## Rolverdeling
- Majoor: William Windom
- Clown: Murray Matheson
- Ballerina: Susan Harrison
- Landloper: Kelton Garwood
- Doedelzakspeler: Clark Allen

## Trivia
- De titel is een verwijzing naar Six Characters in Search of an Author door Luigi Pirandello.
- Van de aflevering werd in 1986 een remake gemaakt getiteld Child's Play, als onderdeel van de serie Hammer House of Mystery and Suspense. In deze aflevering zitten een paar robotpoppen vast in een futuristisch poppenhuis.
- Vincenzo Natali noemde de aflevering als een van zijn inspiratiebronnen voor de film Cube.
- De aflevering werd geparodieerd in de series Felicity en Sabrina, the Teenage Witch.
- Het meisje aan het eind van de aflevering werd gespeeld door de dochter van Buck Houghton, die zelf lange tijd als producer voor de serie werkt.